# Universiteit van Notre Dame Australië
De Universiteit van Notre Dame Australië (Engels:University of Notre Dame Australia) is een katholieke universiteit in Australië.

## Geschiedenis
Het idee van een Australische katholieke universiteit ontstond in 1945 toen een in Sydney gestationeerde Amerikaanse Navy-aalmoezenier van de Congregatie van het Heilig Kruis, Patrick Duffy, in verschillende parochies preken en lezingen begon te geven. Hij kwam in contact met Norman Thomas Gilroy, de aartsbisschop van Sydney, en ze ontwikkelden de gewoonte eens per week samen te eten. Kardinaal Gilroy raakte geïnteresseerd in de Congregatie en haar Universiteit van Notre Dame. Hij vroeg Duffy of het mogelijk zou zijn er een in Australië op te richten.
Duffy schreef naar Albert Cousineau, de generaal-overste van de Congregatie, met de vraag of het mogelijk was een universiteit in Australië te beginnen. Hij argumenteerde dat er reeds een katholiek net van basis- en secundaire scholen voor de meer dan anderhalf miljoen Australische katholieken bestond en dat het klimaat er goed was. De Congregatie kon zich in het idee vinden en er werd een aantal jaar aan het project gewerkt. In 1948 werd grond gekocht in Sydney. Doordat niet alle katholieke bisschoppen op een lijn stonden, ze daarenboven geld vroegen voor de secundaire en basisscholen, religieuze orden met argwaan bekeken werden en er rivaliteit tussen Melbourne en Sydney heerste, weigerde de overheid echter de stichting van een katholieke universiteit goed te keuren. De plannen werden in 1954 opgeborgen.
Midden de jaren 1980 rees de vraag hoe men de priester-leraren uit het katholieke onderwijsnet door leken ging vervangen. Men vreesde dat het katholiek onderwijs haar identiteit zou verliezen. Het idee van een katholieke universiteit - om leerkrachten op te leiden - werd weer bovengehaald. In het oosten van het land dacht men eraan om de katholieke normaalscholen tot een universiteit te fusioneren. In West-Australië nam Peter Tannock, het hoofd van het 'Catholic Education Office of Western Australia', contact op met William Foley, de aartsbisschop van Perth, en Denis Horgan, een lokale katholieke zakenman. Horgan ging akkoord om de universiteit te financieren op voorwaarde dat de universiteit meer ging doen dan enkel leerkrachten opleiden. Er werd een plancomité opgericht en een plan voor een volwaardige katholieke universiteit in West-Australië uitgewerkt. Dat plan werd in 1988 aan de Universiteit van Notre Dame voorgelegd.
Vanaf 1987 kocht Horgan grote historische panden zoals het 'Esplanade Hotel', magazijnen en gronden in de 'West End' in Fremantle. Op 9 januari 1990 keurde het West-Australische parlement de 'University of Notre Dame Australia Act 1989' goed. Op 2 juli 1991 werd de universiteit ingewijd. In februari 1992 schreven de eerste studenten zich in. Het 'College of Education' in Fremantle telde 35 postgraduaten en 25 studenten uit de Verenigde Staten.
In 1994 opende een tweede campus in Broome. De campus werd opgericht met het oog op het onderwijzen van de Aborigines uit de regio Kimberley. Op 3 maart 2006 opende de campus van Sydney in het bijzijn van toenmalig federaal premier John Howard die er twee jaar eerder middelen voor ter beschikking had gesteld.

## Faculteiten

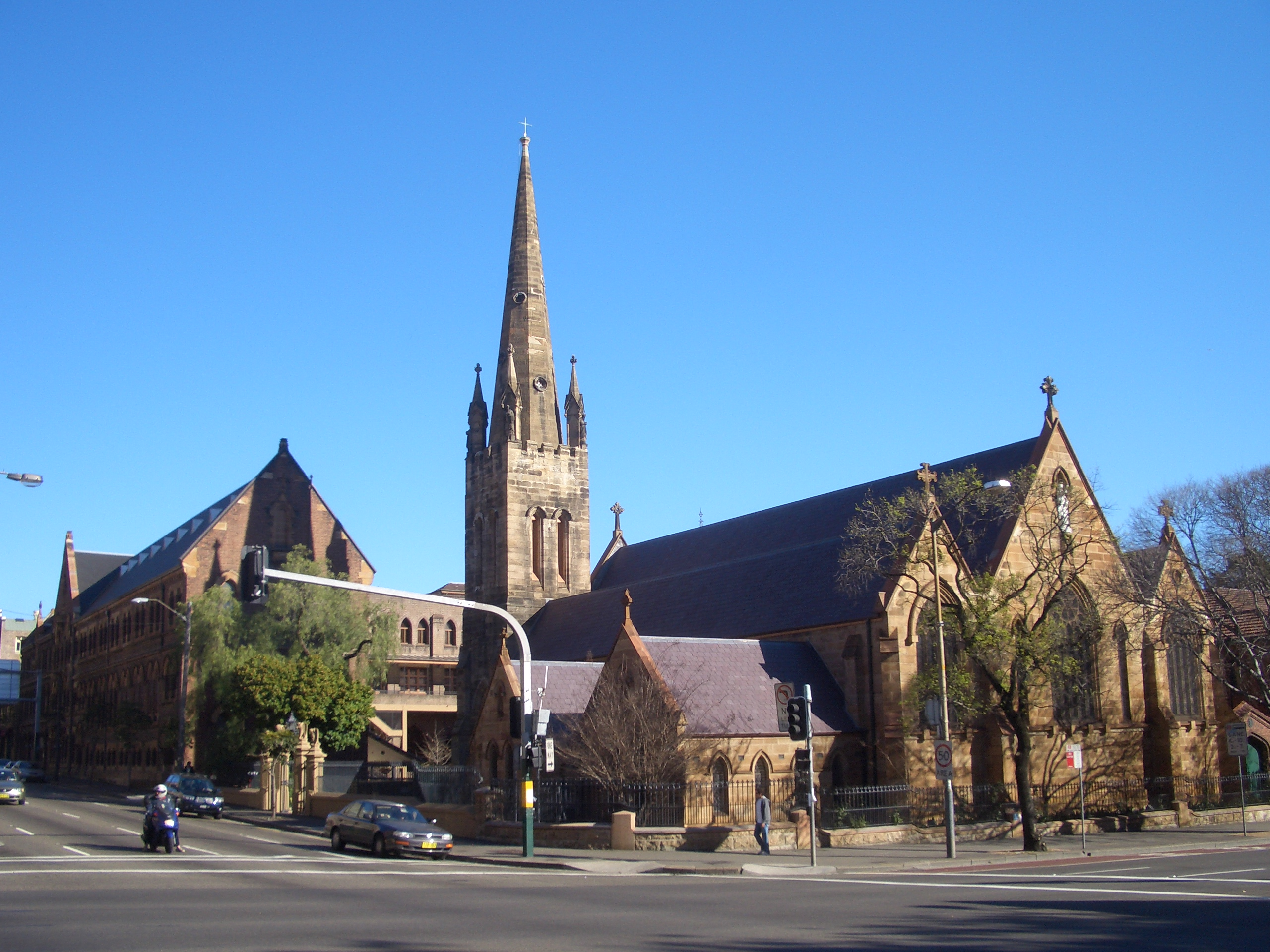
St Benedict's Church en de Universiteit van Notre Dame in Sydney

De Notre Dame telt negen faculteiten of scholen:
- 'School of Arts & Sciences' - in Fremantle & Sydney
- 'School of Business' - in Fremantle & Sydney
- 'School of Education' - in Fremantle & Sydney
- 'School of Health Sciences' - in Fremantle
- 'School of Law' - in Fremantle & Sydney
- 'School of Medicine' - in Fremantle & Sydney
- 'School of Nursing & Midwifery' - in Fremantle & Sydney
- 'School of Philosophy & Theology' - in Fremantle & Sydney
- 'School of Physiotherapy' - in Fremantle

## Campussen
De Notre Dame heeft drie campussen:
Fremantle

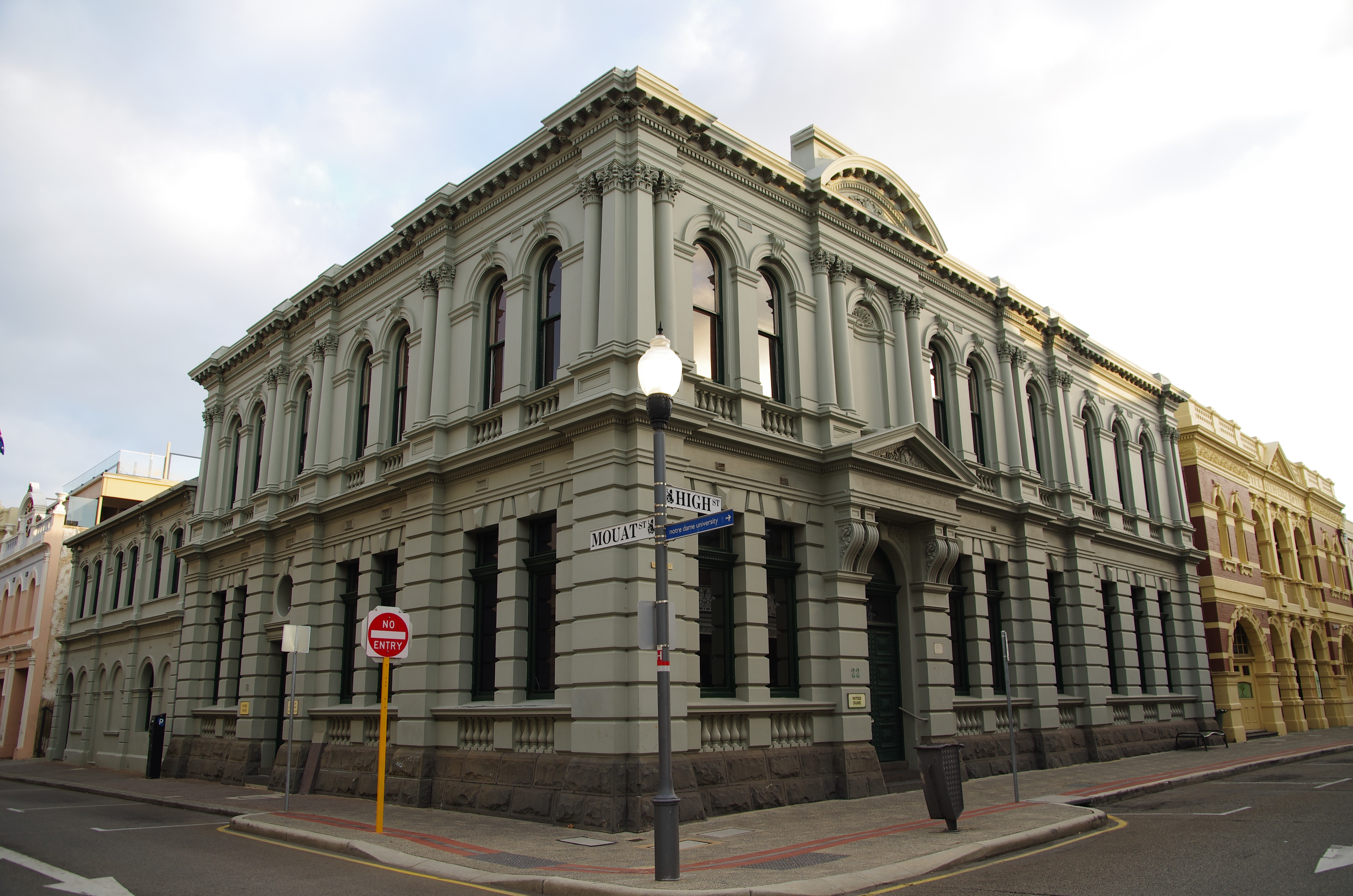
Campus Fremantle voormalig bankgebouw

De campus in Fremantle is de oorspronkelijke campus en bestaat sinds 1989. De campus bestaat uit verscheidene gerestaureerde gebouwen in de 'West End'. De geschiedenis van sommige gebouwen gaat tot de jaren 1880 terug. Het 'Institute for Health Research' is in Fremantle gevestigd.
Broome
De campus in Broome bestaat sinds 1994. Het 'Nulungu Research Institute' is er gevestigd.
Sydney
De campus in Sydney bestaat sinds 2006 en is over twee locaties verdeeld, Broadway en Darlinghurst. Het onderzoeksinstituut 'Institute for Ethics & Society' is er gevestigd.
Naast de universiteitscampus in Sydney bestuurt de Notre Dame in New South Wales ook nog acht academische ziekenhuizen ('Clinical Schools'), drie in Sydney, een in Melbourne en vier op het platteland.

## Partneruniversiteiten
De Notre Dame heeft verscheidene samenwerkingsverbanden met buitenlandse universiteiten maar niet met universiteiten in Vlaanderen of Nederland.

## 'Chancellors'
Het titulaire hoofd van de Universiteit van Notre Dame Australië wordt de 'Chancellor' genoemd. De functie is vergelijkbaar met die van Rector magnificus in Vlaanderen en Nederland.
In onderstaande tabel staan de voormalige 'Chancellors' van de Notre Dame:
| Termijn begin | Termijn einde | Naam            |
| ------------- | ------------- | --------------- |
| 1990          | 2004          | Terry O'Connor  |
| 2005          | 2008          | Neville Owen    |
| 2008          | 2010          | Michael Quinlan |
| 2011          | 2017          | Terence Tobin   |
| 2017          | -             | Chris Ellison   |

## Afgestudeerden (selectie)
- Lucy Chaffer, Australisch skeletonster
- Lauren Mitchell, Australisch turnster
- Brianna Throssell, Australisch zwemster

- International Standard Name Identifier: 0000 0004 0402 6494
- Library of Congress Control Number: no2002028049
- Virtual International Authority File: 128177598